# Ferdinand von Fidler
Friedrich Ferdinand Ludwig Leopold Fidler, seit 1856 von Fidler (* 6. November 1791 in Breslau; † 5. Januar 1874 in Berlin) war ein preußischer Generalleutnant und Kommandeur der 4. Division.

## Leben

### Herkunft
Die Mitglieder der Familie Fidler dienten schon lange bei der preußischen Artillerie. Bereits der Großvater war Oberstleutnant der Artillerie unter Friedrich dem Großen. Ferdinand war der Sohn des preußischen Kapitäns Heinrich Karl Daniel Fidler und dessen Ehefrau Friederike, geborene Schütz.

### Militärkarriere
Fidler besuchte das Gymnasium in seiner Heimatstadt und trat am 2. Mai 1806 als Bombardier in die Reitenden Artillerie der Preußischen Armee in Berlin ein. Im Vierten Koalitionskrieg kämpfte er im Gefecht bei Halle (Saale), wo seine Batterie fast vollständig aufgerieben wurde. Er kam mit den Überlebenden nach Magdeburg und wurde nach der Kapitulation bei Prenzlau inaktiv gestellt. 
Nach dem Krieg kehrte Fidler zur Artillerie zurück und wurde am 15. November 1811 als Sekondeleutnant in die Schlesische Artillerie-Brigade versetzt. Während der Befreiungskriege nahm er an den Schlachten bei Großgörschen, Bautzen, Dresden und Laon und Waterloo teil. Für Paris erhielt Fidler das Eiserne Kreuz II. Klasse und für Ligny das Kreuz I. Klasse. Er kämpfte außerdem in den Gefechten bei Bunzlau, Haynau, Peterswalde, Nollendorf, Meaux, Sezanne, Claye, Gosselies, Compiegne, Sepres, Meidon sowie der Belagerung von Avesnes.
Am 7. Juni 1815 wurde Fidler zum Premierleutnant befördert und am 23. Mai 1816 in die Garde-Artillerie-Brigade versetzt. Dort avancierte er am Anfang Januar 1817 zum Kapitän und kam Ende März 1828 als Artillerieoffizier vom Platz in die Festung Torgau. Daran schloss sich ab Mitte 15. Februar 1830 als Major eine Verwendung in der 6. Artillerie-Brigade und ab Anfang Dezember 1831 in der 5. Artillerie-Brigade an. Nach seiner Beförderung zum Oberstleutnant beauftragte man Fidler am 17. März 1842 mit der Führung der 2. Artillerie-Brigade und ernannte ihn am 10. Januar 1843 zum Brigadier. In dieser Stellung stieg er im März 1843 zum Oberst auf.
Im Jahr 1848 kam Fidler auf Wunsch des Generals von Wrangel als Kommandeur der Artillerie zum Mobilen Korps nach Schleswig-Holstein und wurde nach der Einnahme der Festung Fredericia zu deren Kommandanten ernannt. Außerdem erhielt er für seine Leistungen den Roten Adlerorden II. Klasse mit Schwertern. Am 20. Juli 1848 folgte seine Versetzung als Kommandeur der 13. Landwehr-Brigade nach Münster sowie am 11. September 1848 die Beförderung zum Generalmajor. Als solcher wurde er am 20. November 1848 zum Kommandanten von Saarlouis ernannt, da der bisherige Kommandant Generalmajor von Strotha als Kriegsminister nach Berlin wechselte. Vom 25. September 1849 bis zum 15. März 1852 war Fidler Inspekteur der 4. Artillerie-Inspektion. Anschließend wurde Kommandeur 4. Division in Bromberg und am 22. März 1853 zum Generalleutnant befördert. Damit war Fidler der erste Artillerist, der in Preußen eine Division kommandierte. Er erhielt am 2. Mai 1856 den Roten Adlerorden I. Klasse und nahm am 7. Juni 1856 seinen Abschied mit Pension. Anlässlich seiner Verabschiedung erhob ihn König Friedrich Wilhelm IV. in den erblichen preußischen Adelsstand.
Er starb am 5. Januar 1874 in Berlin und wurde am 8. Januar 1874 als dem Garnisonfriedhof beigesetzt.

### Familie
Fiedler heiratete am 6. September 1820 in Trebnitz Karoline Charlotte Scholtz (1801–1874). Aus der Ehe ging der preußische Oberstleutnant Hugo Emil (1823–1883) hervor. Der Regierungspräsident Carl von Fidler war dessen Sohn.